# Leucoptera loxaula
Leucoptera loxaula là một loài bướm đêm thuộc họ Lyonetiidae. Nó được tìm thấy ở Nam Phi và Zimbabwe.
Ấu trùng ăn Pavetta assimilis.